# Johann Studnicka
Johann Studnicka   (Viena, 12 d'octubre de 1883 - 18 d'octubre de 1967), també anomenat Jan Studnicka, és un exfutbolista austríac de la dècada de 1900 i entrenador.
Fou 28 cops internacional amb la selecció austríaca amb la qual participà en els Jocs Olímpics d'Estiu de 1912.
Pel que fa a clubs, defensà els colors de Wiener AC.